# NGC 6488
NGC 6488 је галаксија у сазвежђу Змај која се налази на NGC листи објеката дубоког неба.
Деклинација објекта је + 62° 13' 24" а ректасцензија 17h 49m 20,8s. Привидна величина (магнитуда) објекта NGC 6488 износи 14,5 а фотографска магнитуда 15,5. NGC 6488 је још познат и под ознакама MCG 10-25-98, CGCG 300-76, ARAK 533, NPM1G +62.0221, PGC 60918.